# علي المشموم
علي المشموم ، من مواليد 12 يناير 1987 ، لاعب كرة قدم كويتي.
و هو يلعب مع نادي كاظمة منذ موسم 2005/2006.